# 马尼亚诺
马尼亚诺（義大利語：Magnano），是意大利比耶拉省的一个市镇。总面积10平方公里，人口390人，人口密度39.0人/平方公里（2009年）。ISTAT代码为096030。